# Illueca
Illueca é um município da Espanha na província de Saragoça, comunidade autónoma de Aragão. Tem 24,9 km² de área e em 2021 tinha 2 778 habitantes (densidade: 111,6 hab./km²).

## Demografia
| Variação demográfica do município entre 1991 e 2004 | Variação demográfica do município entre 1991 e 2004 | Variação demográfica do município entre 1991 e 2004 | Variação demográfica do município entre 1991 e 2004 |
| --------------------------------------------------- | --------------------------------------------------- | --------------------------------------------------- | --------------------------------------------------- |
| 1991                                                | 1996                                                | 2001                                                | 2004                                                |
| 3149                                                | 3282                                                | 3284                                                | 3396                                                |